# Lunettes de réalité virtuelle
 (juin 2021).
 (novembre 2017).
Si vous disposez d'ouvrages ou d'articles de référence ou si vous connaissez des sites web de qualité traitant du thème abordé ici, merci de compléter l'article en donnant les références utiles à sa vérifiabilité et en les liant à la section « Notes et références ».
Les Lunettes de réalité virtuelle sont des lunettes qui diffusent des informations virtuelles.

## Histoire
D'ici [Quand ?], les lunettes de réalité virtuelle et les lunettes de réalité augmentée ou la réalité virtuelle et la réalité augmentée feront plus qu'un.

## Listes des lunettes de réalité virtuelle
- Homido Mini
- Pocket VR : compatible avec l'IPhone 6, l'Iphone 6s et le Samsung Galaxy S7.
- Goggle Tech C1-Glass
- Google Cardboad V1 et V2.
- Google Cardboard Plastic ou Google Cardboard V3[1] (Sortie ?)
- Lunettes Engo Eyewear d'abord commercialisées en 2020 sous le nom Julbo[2], elles embarquent un module qui comprend un micro-écran de très petite taille, un système électronique et une batterie pour un poids total inférieur à 6 g et une autonomie de plus de 12h[3].